# 两河口乡 (桑植县)
两河口乡，是中华人民共和国湖南省张家界市桑植县下辖的一个乡镇级行政单位。

## 行政区划
两河口乡下辖以下地区：
白竹科村、张家村、官坪村、岩壁村、朱家沟村、田家村、下洞街村、五渡潭村、笔家村、两河口村、潭口村、旧街村、栗山坡村和格溪村。